# Pepco Group

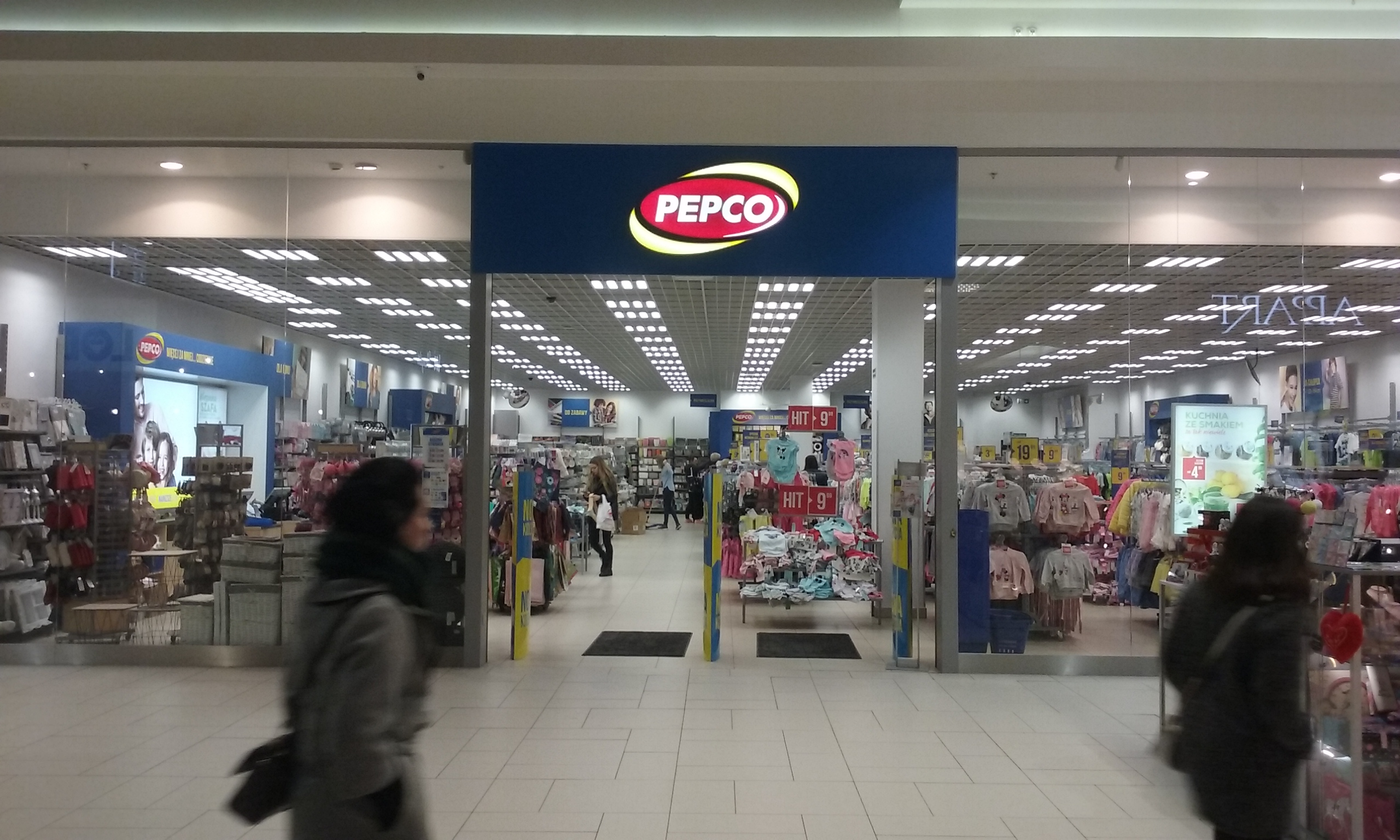
Pepco Filiale mit altem Logo in Polen, 2019.

Die Pepco Group N.V. ist eine europäische Bekleidungs- und Non-Food-Kette mit Sitz im Londoner Stadtteil Belgravia und Registrierung in den Niederlanden. Die Kette betreibt zwei Vertriebslinien, Dealz in der Republik Irland, Spanien und Polen mit ca. 200 Filialen sowie Pepco (Eigenschreibweise: pepco) in 17 europäischen Ländern mit über 3.000 Filialen, auch in Deutschland, vor allem in den neuen Bundesländern. Bis Juni 2025 gehörte auch Poundland im Vereinigten Königreich und in der Republik Irland mit über 900 Filialen zur Pepco Group.
In den sechs Monaten von Oktober 2019 bis März 2020 machte die Pepco Group einen Umsatz von 1,912 Mrd. Euro.
Der Börsengang der Pepco Group N.V. erfolgte im Mai 2021 in Warschau (WKN: A3CQ3M).
Die Pepco Group N.V. ist die Muttergesellschaft der Pepco Group Limited (ehemals Pepkor Europe Limited) und eine Tochtergesellschaft der Holdinggesellschaft IBEX Retail Investments (Europe) Limited , die zum börsennotierten Möbelkonzern Steinhoff International Holdings, der im Oktober 2023 liquidiert wurde, gehörte. Der Anteil des südafrikanischen Einzelhandelskonzerns an der Pepco Group N.V. beträgt seit 18. Januar 2023 etwa 72,3 %.

## Pepco (Vertriebslinie)

### Geschichte

#### Anfänge und Etablierung auf dem polnischen Markt (1999–2013)
Das Unternehmen wurde Ende 1999 in Polen als Zweigstelle des britischen Brown&Jackson gegründet. In den ersten Jahren firmierten die Läden unter dem Namen Stretcher.
Aufgrund von Kapitalveränderungen innerhalb der Holdinggesellschaft wurde das Unternehmen 2004 von der pepkor-Gesellschaft mit Sitz in Südafrika übernommen. Im gleichen Zuge wurden Logo und Name in Pepco geändert. Investitionen im Zusammenhang mit der Netzwerkentwicklung haben begonnen. Im Jahr 2007 wurde die 100. Filiale eröffnet, bis 2012 folgten weitere Filialen, sodass Pepco mit 400 Filialen in Polen vertreten war.

#### Expansion ins europäische Ausland und neuer Markenauftritt (seit 2013)

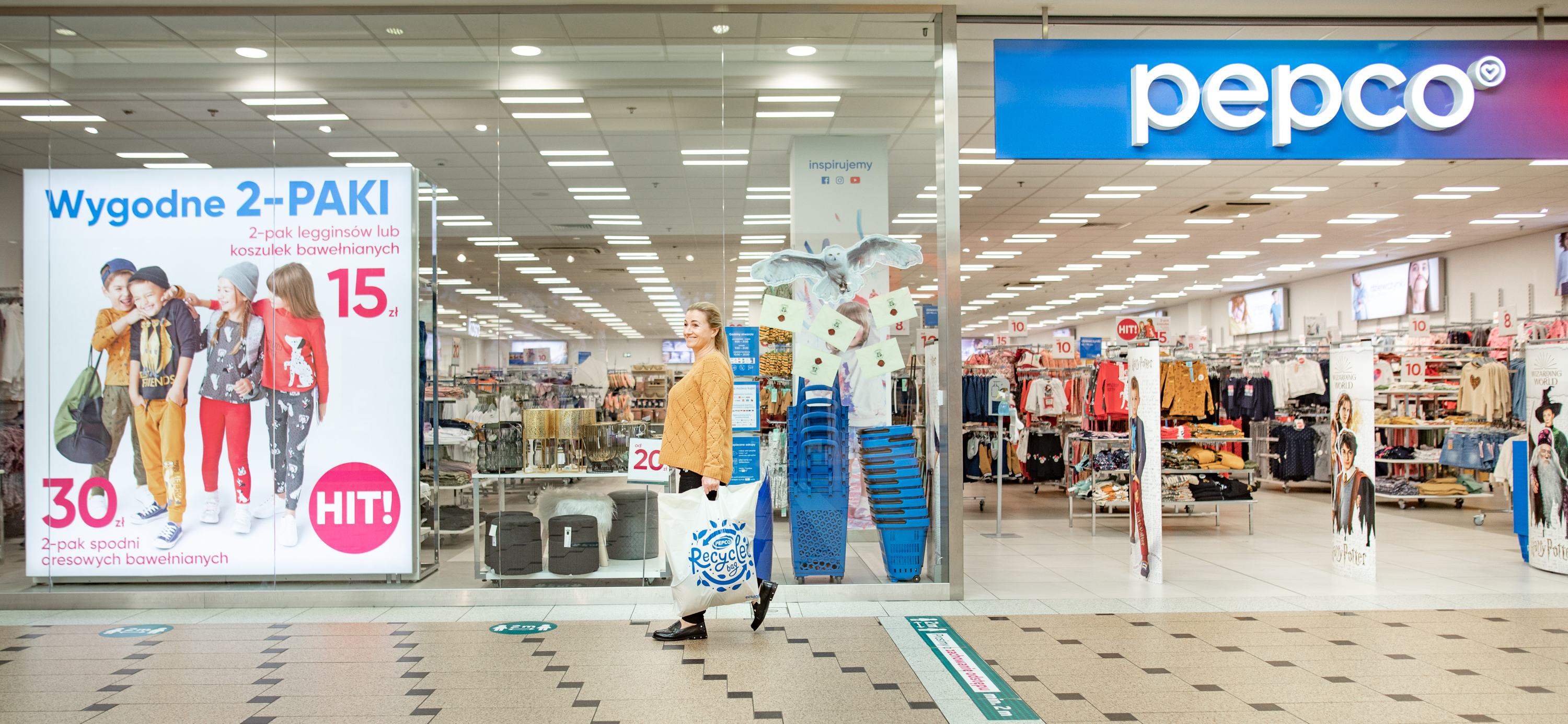
Pepco-Filiale mit neuem Logo im polnischen Poznan

Im folgenden Jahr wurden die erste Filialen in Tschechien und der Slowakei eröffnet, 2014 wurde die 500. Filiale eröffnet. Mit Rumänien und Ungarn folgten 2015 zwei weitere Länder, in denen Filialen eröffnet wurden. Ein Jahr später hatte die Kette bereits mehr als 1.000 Filialen. 2017 kam es zu einer Expansion nach Kroatien, Slowenien und Litauen, und zu Beginn des folgenden Jahres folgte die Expansion nach Estland und Lettland. Im Juni 2018 hatte die Pepco Group mit allen Vertriebslinien 1.390 Filialen in neun europäischen Ländern, zum Jahresende 2020 war es 3.021 Filialen in 15 Ländern, darunter fünf in Italien und die Expansion nach Spanien war für April/Mai 2021 geplant. im April 2021 waren es insgesamt 3.200 Filialen in 16 Ländern. Aktuell (Stand: April 2022) fallen von allen Filialen alleine 2.746 der Vertriebslinie Pepco zu.
Von der polnischen Schuhhandelskette CCC wurden 2021 29 österreichische Filialen von Pepco übernommen, sodass das Unternehmen seit September 2021 seither mit Österreich auch im deutschsprachigen Raum vertreten ist. Im Oktober 2021 wurde das Logo neu gestaltet und modernisiert, wird seither im Außenauftritt verwendet und löst nach und nach das ehemalige Logo ab. 2022 konnte das Unternehmen bereits auf etwa 50 Filialen in ganz Österreich zurückblicken und 2023 stieg die Zahl auf über 70 Filialen. Am 21. Februar 2024 wurde bekannt, dass alle 73 österreichischen Filialen schließen und über die Pepco Austria GmbH die Insolvenz angemeldet werden soll. Betroffen sind dabei rund 680 Mitarbeiter in Österreich.

#### Markteintritt in Deutschland
Mit der Eröffnung der ersten Filiale im Einkaufszentrum Boulevard Berlin am 28. April 2022 im Berliner Ortsteil Steglitz erfolgte der Markteintritt in Deutschland. Eine weitere Filiale wurde in Berlin-Mitte eröffnet, im Juli 2023 eröffnete eine Filiale in Berlin-Neukölln, außerdem gibt es Filialen in Chemnitz und Cottbus. Die weitere Expansion mit über 2000 Standorten ist geplant. Mit Stand April 2022 befindet sich die deutsche Zentrale in Berlin im Aufbau. Am 24. Juli 2025 meldete die deutsche Gesellschaft Insolvenz an und versucht eine Sanierung über das Schutzschirmverfahren umzusetzen.

### Geschäfte in Europa
| Land                    | Filialen |
| ----------------------- | -------- |
| Polen                   | 1.393    |
| Rumänien                | 479      |
| Tschechien              | 314      |
| Ungarn                  | 260      |
| Spanien                 | 236      |
| Italien                 | 199      |
| Bulgarien               | 169      |
| Slowakei                | 157      |
| Serbien                 | 154      |
| Kroatien                | 131      |
| Litauen                 | 92       |
| Deutschland             | 63       |
| Lettland                | 62       |
| Slowenien               | 39       |
| Estland                 | 38       |
| Griechenland            | 39       |
| Bosnien und Herzegowina | 43       |
| Portugal                | 19       |
| Stand: 27. Januar 2025  |          |